# Випускний рік
Випускний рік (англ. Senior Year) — американська комедія 2022 року режисера Алекса Гардкасла за оригінальним сценарієм Ендрю Кнавера, Артура П'єллі та Брендона Скотта Джонас.
Фільм вийшов на екрани Netflix 13 травня 2022 року.

## Сюжет
Через невдалий трюк чирлідерка на 20 років впала в кому. Тепер їй 37, вона прийшла до тями й хоче втілити шкільну мрію: стати королевою балу.

## Актори та ролі
| Актор               | Роль                    |
| ------------------- | ----------------------- |
| Ребел Вілсон        | Stephanie Conway        |
| Ангурі Райс         | молода Stephanie Conway |
| Джастін Гартлі      | Blaine Balboa           |
| Тайлер Барнхардт    | молодий Blaine Balboa   |
| Сем Річардсон       | Seth Novacelik          |
| Зейр Адамс          | молодий Seth Novacelik  |
| Зої Чао             | Tiffany Blanchette      |
| Авантіка Ванданапу  | Janet Singh             |
| Мері Голланд        | Martha Reiser           |
| Моллі Браун         | молода Martha Reiser    |
| Кріс Парнелл        | Jim Conway              |
| Алісія Сільверстоун | Deanna Russo            |
| Майкл Чіміно        | Lance                   |
| Джеремі Рей Тейлор  | Neil Chudd              |
| Джошуа Коллі        | Yaz                     |
| Брендон Скотт Джонс | Mr. T                   |
| Меррік Маккарта     | Principal Young         |
| Джейд Бендер        | Bri Balbo / Bri Loves   |
| Стів Ейокі          | Стів Ейокі              |

## Виробництво
Основні зйомки почалися в Атланті 24 травня 2021 року під час пандемії COVID-19.
Зйомки були завершені до липня 2021 року.